# أحمد مدينة
أحمد مدينة (توفي سنة 1995)، هو كاتب صحفي مغربي ومؤسس «مجلة الأنوار» عام 1946م، وإلى جانب العمل الصحافي مارس التدريس في «المعهد الحر» وهو من مؤسسات التعليم التي أنشأتها الحركة الوطنية في تطوان إبان عهد الحماية، وتوقفت «مجلة الأنوار» عن الصدور عام 1954م.